# Íon monoatômico
Veja o tópico: Íon, antes de prosseguir a leitura. Quando se utiliza o termo "Íon monoatômico" significa dizer "íon formado por um único átomo", ou seja, um átomo que por ter perdido ou ganho életrons, passa a ter carga, já que um elemento em seu estado fundamental possui carga nula. Se ganhou um életron, sua carga é -1, se perdeu um életron sua carga é +1. É fácil concluir então que a carga do életron é negativa e vale -1. 
O que faz com que o átomo de uma elemento tenha carga nula em seu estado fundamental é a presença de prótons  em seu núcleo. Essas partículas positivas, que estão em mesma quantidade que os életrons, contrapõem-se a estes e anulam suas cargas. Exemplo: Um átomo "A" com 10 elétrons e 10 prótons possui carga nula, pois 10 életrons = -10 e 10 prótons = +10, logo +10-10 = 0. Um íon "a" com 10 életrons e 7 prótons possui carga igual a -3, pois 10 életrons = -10, e 7 prótons = +7, logo +7-10 = -3.
É importante lembrar a presença de mais uma partícula no átomo, mais especificamente no seu núcleo, junto com os prótons estão os nêutrons. Eles possuem cargas nulas (ou seja cargas zeradas = a zero e etc.) e somadas as suas massas com as dos prótons obtém-se a massa do átomo, conhecida como número de massa.
P.S.: A nomenclatura mudou para se referir a partícula de carga negativa do átomo, antes chamava-se elétron hoje o nome certo é életron, com acento no primeiro e.